# Бутаев, Константин Николаевич
Константи́н Никола́евич Бута́ев (род. 18 октября 1949, Дзауджикау, СОАССР, СССР) — советский и российский актёр театра и кино, телевидения, озвучивания и дубляжа, кинопродюсер, каскадёр.
Заслуженный артист Республики Северная Осетия — Алания (2014).

## Биография
В 1977 году окончил Всесоюзный государственный институт кинематографии ВГИК (Мастерская Сергея Бондарчука и Ирины Скобцевой).
В качестве киноактёра сыграл более 80 ролей (работал на киностудии «Ленфильм»). В качестве режиссёра-постановщика и автора сценария впервые выступил в короткометражном фильме для «Первого Международного фестиваля профессиональных каскадёров кино в городе Бердянске», где фильм получил главный приз — «Бригантина-2001» — в номинации «Живой огонь».
В качестве режиссёра-постановщика, автора сценария и продюсера выступил в 4-серийном телевизионном фильме «Игра без правил» (кинокомпания «Северо-Запад», Санкт-Петербург, 2003).
В качестве каскадёра и постановщика трюковых и батальных сцен принимал участие в создании более 100 фильмов.
С 1999 года Константин Николаевич является актером Драматического театра «Остров».

## Семья
- Сын — Алан (род. 1981).
- Племянник — Алан Бутаев, артист цирка, клоун.

## Творчество

### Фильмография

#### Актёрские работы
- 1976 — Всё дело в брате — абитурие́нт ГУЦЭИ
- 1979 — Цыган — цыганский бандит
- 1980 — В стремнине бешеной реки — Тагир
- 1981 — Тайна синих гор — немой чабан
- 1982 — Юность гения — эпизод
- 1982 — Шурочка — эпизод
- 1982 — Таможня — Серапян, начинающий таможенник
- 1982 — Профессия — следователь — гонец от Шурпетова
- 1983 — Заложник — Гадо / Бек
- 1985 — Капкан для шакалов — Юсуф Багиров
- 1985 — Возвращение Будулая — эпизод
- 1986 — Сказание о храбром Хочбаре — Хочбар
- 1986 — Пётр Великий — стрелец
- 1986 — Лермонтов — подпоручик Коте, друг Лермонтова
- 1988 — Случай в аэропорту — Казбек Гулидов
- 1988 — Частный визит в немецкую клинику
- 1989 — Султан Бейбарс
- 1991 — Азиат — Сергей
- 1997 — Чистилище — Ширвани
- 2001—2004 — Чёрный ворон — кинорежиссёр Георгий Вазгенович Тер-Акопян
- 2002 — Спецназ — Бесуев (серия «Клинок»)
- 2002 — Улицы разбитых фонарей — Сенсей
- 2003 — Игра без правил — шах
- 2006 — Жизнь и смерть Лёньки Пантелеева — Отар
- 2006 — Прииск — Магомет
- 2006 — Прииск 2: Золотая лихорадка — Магомет
- 2009 — Передел. Кровь с молоком — Аслан
- 2010 — Десант есть десант — Закиров
- 2011 — Честь — Рашид
- 2012 — Береговая охрана — Вахтанг
- 2013—2015 — Морские дьяволы: Смерч 2 — Хан (главарь группировки), фильм 28-й «Живая вода»
- 2016 — Кронштадт 1921 (документальный) — Александр Николаевич Козловский, генерал-майор, командующий артиллерией
- 2019 — Имам Шамиль. Осада Ахульго — хан Умахан-старший
- 2022 — Бебия, Бабуа, Анзорик я и мама — дедушка

#### Режиссёрские работы
- 2003 — Игра без правил
- 2014 — Эхо ветра

#### Сценарные работы
- 2003 — Игра без правил
- 2014 — Эхо ветра
- 2015 — Орден

#### Продюсерские работы
- 2003 — Игра без правил

### Роли в Театре

#### Драматический театр «Остров»
- «Дневник нечестного человека» А. Н. Островского — Мамаев
- «Шизо» С. Беккета, Ф. Аррабаля, Г. Пинтера, Д. Киза — Мужчина
- «Папашины игрушки» Д. Урнявичюте — Режиссёр
- «Король умирает» Э. Ионеско — Доктор
- «Седьмая квартира» Валерий Попов — Тимур
- «Путешествия с тетушкой» Грэм Грин — Мистер Висконти
- «Коломба» Жан Ануй — Дюбарта, актер